# 24 Heures de Spa 2001
Navigation
Édition précédente Édition suivante
Les 24 Heures de Spa 2001, disputées les 4 août 2001 et 5 août 2001 sur le circuit de Spa-Francorchamps, sont la cinquante-quatrième édition de l'épreuve et la septième manche du championnat FIA GT 2001.

## Course

### Classement de la course
| Pos.   | Catégorie | N° | Écurie                     | Pilotes                                                                       | Châssis                   | Pneus | Tours/Abandon |
| Pos.   | Catégorie | N° | Écurie                     | Pilotes                                                                       | Moteur                    | Pneus | Tours/Abandon |
| ------ | --------- | -- | -------------------------- | ----------------------------------------------------------------------------- | ------------------------- | ----- | ------------- |
| 1      | GT        | 7  | Larbre Compétition Chéreau | Christophe Bouchut Jean-Philippe Belloc Marc Duez                             | Chrysler Viper GTS-R      | M     | 528           |
| 1      | GT        | 7  | Larbre Compétition Chéreau | Christophe Bouchut Jean-Philippe Belloc Marc Duez                             | Chrysler 8.0L V10         | M     | 528           |
| 2      | GT        | 17 | Larbre Compétition Chéreau | Patrice Goueslard Sébastien Dumez Sébastien Bourdais                          | Chrysler Viper GTS-R      | M     | 523           |
| 2      | GT        | 17 | Larbre Compétition Chéreau | Patrice Goueslard Sébastien Dumez Sébastien Bourdais                          | Chrysler 8.0L V10         | M     | 523           |
| 3      | GT        | 26 | Silver Racing              | Robert Dierick Vincent Dupont Eric De Doncker                                 | Chrysler Viper GTS-R      | D     | 521           |
| 3      | GT        | 26 | Silver Racing              | Robert Dierick Vincent Dupont Eric De Doncker                                 | Chrysler 8.0L V10         | D     | 521           |
| 4      | GT        | 12 | Paul Belmondo Racing       | Emmanuel Clérico Éric Hélary Vincent Vosse                                    | Chrysler Viper GTS-R      | D     | 516           |
| 4      | GT        | 12 | Paul Belmondo Racing       | Emmanuel Clérico Éric Hélary Vincent Vosse                                    | Chrysler 8.0L V10         | D     | 516           |
| 5      | N-GT      | 77 | RWS Motorsport             | Luca Riccitelli Norman Simon Dieter Quester Antonio García                    | Porsche 911 GT3-RS        | M     | 511           |
| 5      | N-GT      | 77 | RWS Motorsport             | Luca Riccitelli Norman Simon Dieter Quester Antonio García                    | Porsche 3.6L Flat-6       | M     | 511           |
| 6      | N-GT      | 57 | Freisinger Motorsport      | Cyrille Sauvage Stéphane Ortelli Andrea Chiesa                                | Porsche 911 GT3-RS        | Y     | 508           |
| 6      | N-GT      | 57 | Freisinger Motorsport      | Cyrille Sauvage Stéphane Ortelli Andrea Chiesa                                | Porsche 3.6L Flat-6       | Y     | 508           |
| 7      | N-GT      | 55 | Perspective Racing         | Thierry Perrier Michel Neugarten Kurt Thiers                                  | Porsche 911 GT3-RS        | D     | 502           |
| 7      | N-GT      | 55 | Perspective Racing         | Thierry Perrier Michel Neugarten Kurt Thiers                                  | Porsche 3.6L Flat-6       | D     | 502           |
| 8      | GT        | 10 | Paul Belmondo Competition  | Claude-Yves Gosselin Paul Belmondo Anthony Kumpen                             | Chrysler Viper GTS-R      | D     | 501           |
| 8      | GT        | 10 | Paul Belmondo Competition  | Claude-Yves Gosselin Paul Belmondo Anthony Kumpen                             | Chrysler 8.0L V10         | D     | 501           |
| 9      | GT        | 21 | GLPK Racing                | Wim Daems Bert Longin Georg Severich                                          | Chrysler Viper GTS-R      | D     | 499           |
| 9      | GT        | 21 | GLPK Racing                | Wim Daems Bert Longin Georg Severich                                          | Chrysler 8.0L V10         | D     | 499           |
| 10     | Cat.2     | 78 | PSI Motorsport Team        | Philippe Tollenaire Stéphane de Groodt Markus Palttala                        | Porsche 911 GT3-R         | D     | 499           |
| 10     | Cat.2     | 78 | PSI Motorsport Team        | Philippe Tollenaire Stéphane de Groodt Markus Palttala                        | Porsche 3.6L Flat-6       | D     | 499           |
| 11     | N-GT      | 59 | Freisinger Racing          | Thierry Depoix Philippe Haezebrouck Toni Seiler                               | Porsche 911 GT3-RS        | Y     | 496           |
| 11     | N-GT      | 59 | Freisinger Racing          | Thierry Depoix Philippe Haezebrouck Toni Seiler                               | Porsche 3.6L Flat-6       | Y     | 496           |
| 12     | N-GT      | 54 | ART Engineering            | Fabio Babini Gianni Collini Philipp Peter Jirko Malchárek                     | Porsche 911 GT3-RS        | P     | 482           |
| 12     | N-GT      | 54 | ART Engineering            | Fabio Babini Gianni Collini Philipp Peter Jirko Malchárek                     | Porsche 3.6L Flat-6       | P     | 482           |
| 13     | N-GT      | 82 | DD Racing                  | Volkmar Polaski Andreas Kodsi Martin Warth Marino Franchitti                  | Porsche 911 GT3-RS        | D     | 480           |
| 13     | N-GT      | 82 | DD Racing                  | Volkmar Polaski Andreas Kodsi Martin Warth Marino Franchitti                  | Porsche 3.6L Flat-6       | D     | 480           |
| 14     | Cat.3     | 94 | Land Motorsport            | Peter Scharmarch Wolfgang Haugg Pierre-Yves Corthals David Sterckx            | Porsche 911 Carrera RSR   | D     | 477           |
| 14     | Cat.3     | 94 | Land Motorsport            | Peter Scharmarch Wolfgang Haugg Pierre-Yves Corthals David Sterckx            | Porsche 3.6L Flat-6       | D     | 477           |
| 15     | N-GT      | 66 | Gammon Megaspeed           | Alex Li Geoffroy Horion Gunnar Jeannette Kenji Kawagoe                        | Porsche 911 GT3-R         | M     | 475           |
| 15     | N-GT      | 66 | Gammon Megaspeed           | Alex Li Geoffroy Horion Gunnar Jeannette Kenji Kawagoe                        | Porsche 3.6L Flat-6       | M     | 475           |
| 16     | Cat.2     | 87 | Ice Pol Racing Team        | Marc Delobe Michel Dequesnoy François-Xavier Boucher Philippe Conrelis        | Porsche 911 GT2           | D     | 475           |
| 16     | Cat.2     | 87 | Ice Pol Racing Team        | Marc Delobe Michel Dequesnoy François-Xavier Boucher Philippe Conrelis        | Porsche 3.6L Turbo Flat-6 | D     | 475           |
| 17     | Cat.3     | 95 | Alexander Frei             | Alexander Frei David Velay Cédric Lorent Luc Dewinter                         | Lamborghini Diablo GTR    | P     | 474           |
| 17     | Cat.3     | 95 | Alexander Frei             | Alexander Frei David Velay Cédric Lorent Luc Dewinter                         | Lamborghini 6.0L V12      | P     | 474           |
| 18     | Cat.2     | 84 | Ecurie Bruxelloise         | Kurt Dujardyn Arnold Herreman Jean-Paul Herreman                              | Porsche 911 Carrera RSR   | ?     | 467           |
| 18     | Cat.2     | 84 | Ecurie Bruxelloise         | Kurt Dujardyn Arnold Herreman Jean-Paul Herreman                              | Porsche 3.8L Flat-6       | ?     | 467           |
| 19     | Cat.2     | 80 | Renstal Trommelke AD Sport | Koen Wauters Patrick Schreuers Albert Vanierschot Freddy Van Roey             | Porsche 911 GT3-R         | P     | 458           |
| 19     | Cat.2     | 80 | Renstal Trommelke AD Sport | Koen Wauters Patrick Schreuers Albert Vanierschot Freddy Van Roey             | Porsche 3.6L Flat-6       | P     | 458           |
| 20     | Cat.3     | 96 | Ecurie Toison d'Or         | Pascal Witmeur Jean-Paul Libert Stanislas De Sadeleer Arnaud Van Schevensteen | Lamborghini Diablo GTR    | P     | 418           |
| 20     | Cat.3     | 96 | Ecurie Toison d'Or         | Pascal Witmeur Jean-Paul Libert Stanislas De Sadeleer Arnaud Van Schevensteen | Lamborghini 6.0L V12      | P     | 418           |
| 21     | Cat.3     | 92 | "Segolen"                  | "Segolen" Claude Olivier Fabrice Letellier Frederic Schmit                    | Porsche 911 Supercup      | ?     | 405           |
| 21     | Cat.3     | 92 | "Segolen"                  | "Segolen" Claude Olivier Fabrice Letellier Frederic Schmit                    | Porsche 3.6L Flat-6       | ?     | 405           |
| 22     | Cat.3     | 98 | Renstal Excelsior          | Dirk De Sterck René Marin Luc Meeuson Jacky Delvaux                           | Lotus Elise               | D     | 401           |
| 22     | Cat.3     | 98 | Renstal Excelsior          | Dirk De Sterck René Marin Luc Meeuson Jacky Delvaux                           | Rover K18 1.8L I4         | D     | 401           |
| 23     | Cat.3     | 91 | EBRT                       | Jean-Pierre Van de Wauwer José Close Lino Pecoraro                            | Lotus Elise               | Y     | 356           |
| 23     | Cat.3     | 91 | EBRT                       | Jean-Pierre Van de Wauwer José Close Lino Pecoraro                            | Rover K18 1.8L I4         | Y     | 356           |
| 24     | Cat.3     | 97 | Eric van de Vyver          | Eric van de Vyver Gérard Tremblay Sven Van Laere Willy Maljean                | Porsche 911 Supercup      | ?     | 340           |
| 24     | Cat.3     | 97 | Eric van de Vyver          | Eric van de Vyver Gérard Tremblay Sven Van Laere Willy Maljean                | Porsche 3.8L Flat-6       | ?     | 340           |
| 25 DNF | GT        | 3  | Team Carsport Holland      | Jeroen Bleekemolen Mike Hezemans Thierry Tassin                               | Chrysler Viper GTS-R      | M     | 474           |
| 25 DNF | GT        | 3  | Team Carsport Holland      | Jeroen Bleekemolen Mike Hezemans Thierry Tassin                               | Chrysler 8.0L V10         | M     | 474           |
| 26 DNF | N-GT      | 62 | JMB Competition            | Christian Pescatori Andrea Garbagnati David Terrien                           | Ferrari 360 Modena N-GT   | M     | 401           |
| 26 DNF | N-GT      | 62 | JMB Competition            | Christian Pescatori Andrea Garbagnati David Terrien                           | Ferrari 3.6L V8           | M     | 401           |
| 27 DNF | N-GT      | 81 | Cirtek Motorsport          | Adam Jones Peter Hardman Ian Donaldson Gregor Fisken                          | Porsche 911 GT3-R         | D     | 210           |
| 27 DNF | N-GT      | 81 | Cirtek Motorsport          | Adam Jones Peter Hardman Ian Donaldson Gregor Fisken                          | Porsche 3.6L Flat-6       | D     | 210           |
| 28 DNF | Cat.2     | 89 | Ecurie Azur                | Giovanni Bruno François O'Born Patrice Louette Thierry de Bonhomme            | Renault Spider            | D     | 196           |
| 28 DNF | Cat.2     | 89 | Ecurie Azur                | Giovanni Bruno François O'Born Patrice Louette Thierry de Bonhomme            | Renault 2.0L I4           | D     | 196           |
| 29 DNF | Cat.3     | 93 | Patrick Brisset            | Patrick Brisset Gérard Larrousse Frank Kremer                                 | Lamborghini Diablo GTR    | P     | 154           |
| 29 DNF | Cat.3     | 93 | Patrick Brisset            | Patrick Brisset Gérard Larrousse Frank Kremer                                 | Lamborghini 6.0L V12      | P     | 154           |
| 30 DNF | N-GT      | 79 | Seikel Motorsport          | Steffano Buttiero Tony Burgess Philip Collin                                  | Porsche 911 GT3-RS        | Y     | 153           |
| 30 DNF | N-GT      | 79 | Seikel Motorsport          | Steffano Buttiero Tony Burgess Philip Collin                                  | Porsche 3.6L Flat-6       | Y     | 153           |
| 31 DNF | GT        | 11 | Paul Belmondo Racing       | Boris Derichebourg Didier Defourny Frédéric Bouvy                             | Chrysler Viper GTS-R      | D     | 152           |
| 31 DNF | GT        | 11 | Paul Belmondo Racing       | Boris Derichebourg Didier Defourny Frédéric Bouvy                             | Chrysler 8.0L V10         | D     | 152           |
| 32 DNF | GT        | 5  | Team Rafanelli             | Emanuele Naspetti Philippe Steveny Eric van de Poele Martial Chouvel          | Ferrari 550 Maranello     | M     | 150           |
| 32 DNF | GT        | 5  | Team Rafanelli             | Emanuele Naspetti Philippe Steveny Eric van de Poele Martial Chouvel          | Ferrari 6.0L V12          | M     | 150           |
| 33 DNF | N-GT      | 58 | Freisinger Motorsport      | Christophe Tinseau Xavier Pompidou Vanina Ickx Tim Verbergt                   | Porsche 911 GT3-RS        | Y     | 136           |
| 33 DNF | N-GT      | 58 | Freisinger Motorsport      | Christophe Tinseau Xavier Pompidou Vanina Ickx Tim Verbergt                   | Porsche 3.6L Flat-6       | Y     | 136           |
| 34 DNF | GT        | 18 | PSI Motorsport Team        | Kurt Mollekens Eric Geboers Stéphane Cohen                                    | Porsche 911 Bi-Turbo      | D     | 127           |
| 34 DNF | GT        | 18 | PSI Motorsport Team        | Kurt Mollekens Eric Geboers Stéphane Cohen                                    | Porsche 3.6L Turbo Flat-6 | D     | 127           |
| 35 DNF | Cat.2     | 88 | Belgian Racing             | Sébastien Ugeux Nicolas Kropp Stéphane Vancampenhoudt                         | Gillet Vertigo Streiff    | Y     | 119           |
| 35 DNF | Cat.2     | 88 | Belgian Racing             | Sébastien Ugeux Nicolas Kropp Stéphane Vancampenhoudt                         | Alfa Romeo 3.0L V6        | Y     | 119           |
| 36 DNF | Cat.2     | 85 | JMT Racing                 | Thierry Boullion Loïc Deman Peter Van Delm Rudi Stevens                       | Porsche 964 Speedster     | P     | 103           |
| 36 DNF | Cat.2     | 85 | JMT Racing                 | Thierry Boullion Loïc Deman Peter Van Delm Rudi Stevens                       | Porsche 3.6L Flat-6       | P     | 103           |
| 37 DNF | Cat.2     | 83 | De Almenara Motorsport     | Bernard de Dryver Louis Zurstrassen Damien Coens Jean-Luc Blanchemain         | Marcos Mantara LM600      | M     | 84            |
| 37 DNF | Cat.2     | 83 | De Almenara Motorsport     | Bernard de Dryver Louis Zurstrassen Damien Coens Jean-Luc Blanchemain         | Chevrolet 5.9L V8         | M     | 84            |
| 38 DNF | GT        | 4  | Team Carsport Holland      | Michael Bleekemolen Sebastiaan Bleekemolen Jean-Michel Martin                 | Chrysler Viper GTS-R      | M     | 75            |
| 38 DNF | GT        | 4  | Team Carsport Holland      | Michael Bleekemolen Sebastiaan Bleekemolen Jean-Michel Martin                 | Chrysler 8.0L V10         | M     | 75            |
| DNS    | N-GT      | 60 | Haberthur Racing           | Raffaele Sangiuolo Loris de Sordi Jacques Marquet Masahiro Kimoto             | Porsche 911 GT3-R         | D     | –             |
| DNS    | N-GT      | 60 | Haberthur Racing           | Raffaele Sangiuolo Loris de Sordi Jacques Marquet Masahiro Kimoto             | Porsche 3.6L Flat-6       | D     | –             |